# FR80
FR80は、富士通により開発された、 RISCタイプの32ビットマイクロコントローラである。

## 概要
FR80は、富士通により開発された、 RISCタイプの32ビットマイクロコントローラである。
FR は, FUJITSU RISC controller の略である。
- 32ビット
  - 2ビットアドレス指定
- 汎用レジスタアーキテクチャ
- RISC
- マイクロコントローラ（マイコン）

## 設計特徴
- マイクロコントローラ
- スカラプロセッサ
- 5段パイプライン
- ロード/ ストアアーキテクチャ
- ハーバード・アーキテクチャ
- 汎用レジスタ32 ビット　16 本
- 割り込み
  - 　PC, PS の退避を6cycleで実行
  - 　16 プライオリティレベル

### 命令セット
- 基本命令は、16 ビット固定長で、1 命令/1 サイクル
  - 即値データ, コプロセッサ命令を除く
- メモリ－メモリ間転送
- ビット処理
- バレルシフト
- 関数入口/ 出口命令
- レジスタのマルチロードストア命令
- ビットサーチ命令(FR80)
  - 1 検出, 0 検出, 変化点検出
- 符号付32 ビット乗算：5 サイクル
- 符号付16 ビット乗算：3 サイクル
- 遅延スロット付分岐命令
- レジスタインターロック機能
- option
  - リソース命令
  - コプロセッサ命令

### メモリアーキテクチャ
- メモリ空間をバイト単位で管理
- 命令効率の向上のために, ダイレクトアドレス領域とベクタテーブル領域が決められた領域に割り当て

#### ダイレクトアドレス領域
- アドレス空間の下位アドレスにダイレクトアドレス領域。
- 汎用レジスタを使用せずに命令中のオペランド情報だけでこの領域へのアクセスを行う。

#### ベクタテーブル領域
- テーブルベースレジスタ(TBR) の内容が示すアドレスから1K バイトの領域は, EITのベクタアドレスを格納する領域です。
- リセットでTBRは０ｘ000FFC00になり、ベクタテーブル領域は0x000FFC00から0x000FFFFFになる。

### レジスタ
- 汎用レジスタ
  - R0-R12
  - R13：アキュムレータ（AC）、ロード/ ストア命令でのベースアドレスレジスタ
  - R14：フレームポインタ(FP)、ロード/ ストア命令でのインデックスレジスタ
  - R15：SSPまたはUSP、ロード/ ストア命令でのインデックスレジスタ

- 専用レジスタ
  - PC：プログラムカウンタ(PC)
  - PS：プログラムステータス(PS)
  - TBR：テーブルベースレジスタ(TBR)
  - RP：リターンポインタ(RP)
  - SSP：システムスタックポインタ(SSP)
  - USP：ユーザスタックポインタ(USP)
  - MD:乗除算レジスタ(MD)

## プロセッサファミリ
- FRファミリ

### FR80
- スカラプロセッサ
- 5段パイプライン
  - 　200MHz動作、259 MIPS
  - 　0.18μmプロセステクノロジ
- MB91605シリーズ
  - 　MB91605A
- MB91610シリーズ
  - MB91F610
- MB91625シリーズ
- MB91635シリーズ
  - MB91F637 MB91637 MB91638 MB91F639 MB91639
- MB91640シリーズ
- MB91640Aシリーズ
- MB91645シリーズ
  - MB91F647 MB91647 MB91F644
- MB91645Aシリーズ
  - MB91F647A/V650
- MB91660シリーズ
  - MB91661/F662/664/V650

- FR80S/T1シリーズ
  - 　60MHｚ動作
  - 　MB91F637
  - 　MB91F639
  - 　MB91F647
- FR80S/T2シリーズ
  - 　33MHｚ動作
  - 　MB91F662

### FR70
- MB91402/403シリーズ
  - MB91402
  - MB91403

### FR60
- MB91301シリーズ
  - MB91302A, MB91302A-010, MB91302A-020, MB91V301A
- MB91305シリーズ
  - MB91305
- MB91307シリーズ
  - MB91306R, MB91307B, MB91307R, MB91V307R
- MB91310シリーズ
  - MB91F312A, MB91FV310A
- MB91313シリーズ
- MB91314シリーズ
- MB91319シリーズ
- MB913５０Aシリーズ
  - MB91F355A/F353A/F356B/F357B/355A/354A
  - MB91353A/352A/351A/V350A
- MB91460シリーズ
  - MB93461
  - MB91F464AA/F464AB/V460A
  - MB91F467R
- MB91470シリーズ
  - MB91F475/F478/F479
  - MB91FV470
- MB91480シリーズ
  - MB91482/F482/F487

### FR60Lite
- MB91210シリーズ
  - MB91F211B/213A/F213A/F218S/V210
- MB91220シリーズ
  - MB91F223/F223S/F224/F224S/V220
- MB91230シリーズ
  - MB91233L, MB91F233A, MB91F233L, MB91V230
- MB91245シリーズ
  - MB91248S, MB91248, MB91F248S, MB91F248, MB91V245A
- MB91260シリーズ
  - MB91263B, MB91F264B, MB91V260B
- MB91265シリーズ
  - MB91266, MB91F267, MB91F267N, MB91V265
- MB91265Aシリーズ
  - MB91267A/267NA/F267A/F267NA/V265A
- MB91270シリーズ
  - MB91F272S, MB91F272, MB91V280
  - MB91F272, MB91F273, MB91F273S
  - MB91F277, MB91F277S, MB91F278, MB91F278S
- MB91345シリーズ
  - MB91F345B/F346B

### FR50
- MB91360 シリーズ
  - 　MB91366GA
- MB91360G シリーズ
  - MB91F362GB
  - MB91F364G
  - MB91F365GB
  - MB91F366GB
  - MB91F367GB
  - MB91F368GB
  - MB91F369GA
  - MB91F376G

### FR30
- MB91101シリーズ
  - 　MB91101A, MB91V101A
- MB91107シリーズ
  - 　MB91107A, MB91108. MB91V108
- MB91121シリーズ
  - MB91121
- MB91129シリーズ
  - MB91F127/F128
- MB91130シリーズ
  - MB91133, MB91F133A, MB91FV130
- MB91150シリーズ
  - MB91151A, MB91154, MB91155, MB91F155A, MB91F158, MB91V151A, MB91FV150A
  - 　MB91151

### FR20
- MB91100シリーズ
- MB91101シリーズ

## 使用用途
- 組み込みシステム向け 
  - デジタル家電、ネットワーク機器、車載制御向け